# Winfrida Dominic
Winfrida Dominic là người mẫu người Tanzania và chủ nhân cuộc thi sắc đẹp đã đăng quang Hoa hậu Hoàn vũ Tanzania 2012 và đại diện cho đất nước của cô tại Hoa hậu Hoàn vũ 2012. Cô cũng được cho là đại diện cho Tanzania trong cuộc thi Hoa hậu Siêu quốc gia nhưng đã rút lui vào giây phút cuối cùng do không thể đảm bảo Visa cho Ba Lan.

## Hoa hậu Hoàn vũ Tanzania 2012 & Hoa hậu Hoàn vũ 2012
Winfrida Dominic đã giành vương miện Hoa hậu Hoàn vũ Tanzania 2012 tại Hội trường Bảo tàng Quốc gia ở Dar es Salaam vào tối thứ Sáu 29 tháng 6 năm 2012. Bahati Chando đã giành được danh hiệu Hoa hậu Trái đất Tanzania 2012 và Dorice Mollel đã giành được danh hiệu Hoa hậu Du lịch Quốc tế Nữ hoàng Tanzania 2012. Cô đại diện cho đất nước của mình tham dự Hoa hậu Hoàn vũ 2012 được tổ chức tại Las Vegas, Nevada.